# Tequesquitengo
Tequesquitengo es un poblado del municipio de Jojutla en el estado de Morelos, México. Como está ubicado a orillas del Lago de Tequesquitengo se ha convertido en uno de los más importantes destinos turísticos de la región.

## Toponimia
Tequesquitengo proviene del náhuatl, es un topónimo aglutinado que se compone de dos palabras: Tequixquitl = tequezquite (carbonato de sosa), tenco = lugar en la orilla, y que significa "Lugar en la orilla del tequezquite". Por su desarrollo económico ligado al turismo, se le conoce comúnmente como "Teques".

## Medio físico

### Hidrografía
El Lago de Tequesquitengo, está situado en México, es el principal almacenamiento hídrico del estado de Morelos, es una cuenca cerrada de 28 km², con una superficie de inundación de 8 km². Desde el punto de vista geológico es una fosa tectónica de más de 130 metros de profundidad que se formó como consecuencia del colapso del techo de grandes cavernas producidas por la disolución de la roca caliza que se encuentra como basamento. Está ubicado a 111 km de la Ciudad de México y 39 km de Cuernavaca. El lago en forma de gota tiene las siguientes dimensiones: el espejo de agua mide 4.2 km de largo, 2.5 km de ancho y 16 km de perímetro, está ubicado a 887.37 metros sobre el nivel del mar entre Puente de Ixtla y Jojutla de Juárez en el Estado de Morelos.  Tiene una capacidad máxima de almacenamiento de 168.9 hm³, nivel en el cual se inunda una superficie de ocho km² y se ve limitado por el umbral del túnel vertedor ubicado en su porción suroeste, cuya elevación es de 887.37 msnm.

Tequesquitengo en la época de lluvias recibe aguas de diversos afluentes, como la barranca Honda y la barranca del Muerto. Su principal fuente de abastecimiento son manantiales que se encuentran distribuidos en diferentes puntos del propio lago.

### Clima
El clima es cálido subhúmedo. El monitoreo satelital del gobierno del estado muestra 360 días de sol promedio anual. Es uno de los pocos sitios en el país donde se practica el paracaidismo, vuelo en aviones ultraligeros y vuelos en globo aerostático los 365 días del año.
Se aprecia una temperatura media anual de 25.60 °C, siendo la máxima media mensual de 29.2 °C en el mes de mayo y la mínima media mensual de 22 °C. aunque en los meses de diciembre y enero, se llegan a presentar temperaturas mínimas de 18 °C. Con estas ventajas en la temperatura, miles de esquiadores asisten todo el año a practicar diferentes modalidades del deporte, así, Teques es la Capital Mexicana del Esquí Acuático.